# 31416 Peteworden
31416 Peteworden è un asteroide della fascia principale. Scoperto nel 1999, presenta un'orbita caratterizzata da un semiasse maggiore pari a 2,4305130 au e da un'eccentricità di 0,1386033, inclinata di 3,15774° rispetto all'eclittica.
L'asteroide è dedicato all'astronomo statunitense Simon Peter Worden, detto Pete.